# Seznam hokejistů draftovaných týmem Dallas Stars

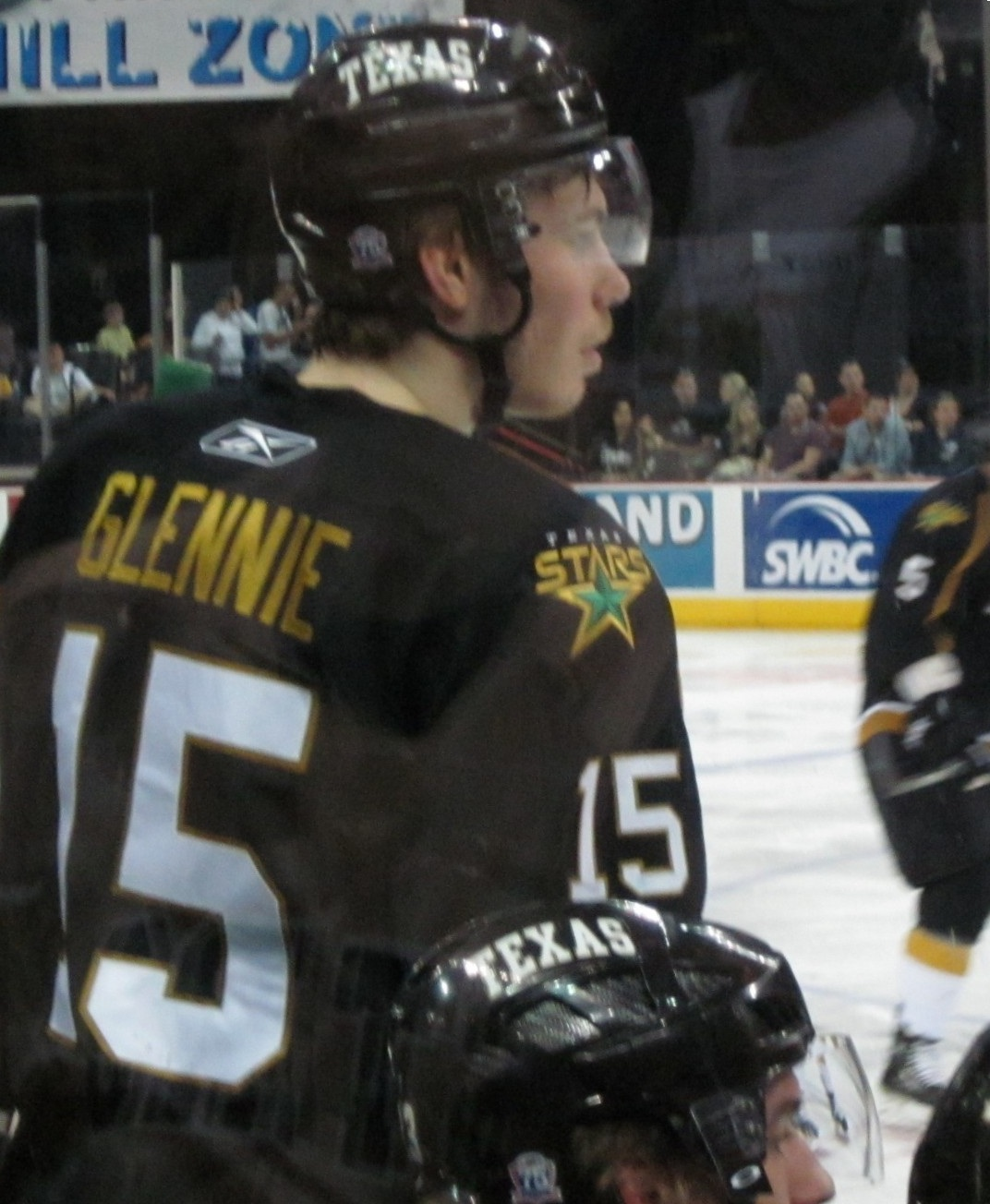
Scott Glennie byl draftován z 8. místa v roce 2009.

Toto je kompletní seznam hokejistů, kteří byli draftováni v NHL do týmu Dallas Stars. To zahrnuje každého hráče, který byl draftován, bez ohledu na to, zda hrál za tým.

## Draft 1. kola

### Historie prvního kola
| † | Hráč který byl vybrán do hokejové síně slávy | Hráč který byl vybrán do hokejové síně slávy | Hráč který byl vybrán do hokejové síně slávy |
| * | Draftován z 1. místa                         | Draftován z 1. místa                         | Draftován z 1. místa                         |
| ≠ | Hráč který neodehrál žádný zápas v NHL       | Hráč který neodehrál žádný zápas v NHL       | Hráč který neodehrál žádný zápas v NHL       |

| Rok  | Místo | Hráč             | Pozice              | Stát   | Předchozí tým (liga)              |
| ---- | ----- | ---------------- | ------------------- | ------ | --------------------------------- |
| 1993 | 9     | Todd Harvey      | Pravé křídlo        | Kanada | Detroit Junior Red Wings (OHL)    |
| 1994 | 20    | Jason Botterill  | Levé křídlo         | Kanada | University of Michigan (CCHA)     |
| 1995 | 11    | Jarome Iginla    | Pravé křídlo        | Kanada | Kamloops Blazers (WHL)            |
| 1996 | 5     | Richard Jackman  | Obránce             | Kanada | Sault Ste. Marie Greyhounds (OHL) |
| 1997 | 25    | Brenden Morrow   | Levé křídlo         | Kanada | Portland Winter Hawks (WHL)       |
| 1998 | Nikdo | Nikdo            | Nikdo               | Nikdo  | Nikdo                             |
| 1999 | Nikdo | Nikdo            | Nikdo               | Nikdo  | Nikdo                             |
| 2000 | 25    | Steve Ott        | Centr               | Kanada | Windsor Spitfires (OHL)           |
| 2001 | 26    | Jason Bacashihua | Brankář             | USA    | Chicago Freeze (NAHL)             |
| 2002 | 26    | Martin Vágner≠   | Obránce             | Česko  | Hull Olympiques (QMJHL)           |
| 2003 | Nikdo | Nikdo            | Nikdo               | Nikdo  | Nikdo                             |
| 2004 | 28    | Mark Fistric     | Obránce             | Kanada | Vancouver Giants (WHL)            |
| 2005 | 28    | Matt Niskanen    | Obránce             | USA    | Virginia H.S. (Minn.)             |
| 2006 | 27    | Ivan Višněvskij  | Obránce             | Rusko  | Rouyn-Noranda Huskies (QMJHL)     |
| 2007 | Nikdo | Nikdo            | Nikdo               | Nikdo  | Nikdo                             |
| 2008 | Nikdo | Nikdo            | Nikdo               | Nikdo  | Nikdo                             |
| 2009 | 8     | Scott Glennie    | Centr               | Kanada | Brandon Wheat Kings (WHL)         |
| 2010 | 11    | Jack Campbell≠   | Brankář             | USA    | Brandon Wheat Kings (WHL)         |
| 2011 | 14    | Jamie Oleksiak   | Obránce             | USA    | Northeastern University (NCAA)    |
| 2012 | 13    | Radek Faksa≠     | Centr a levé křídlo | Česko  | Kitchener Rangers (OHL)           |

### Celkový výběr

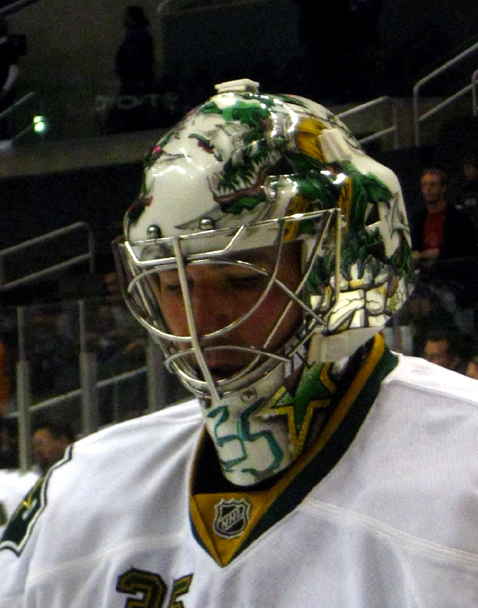
Marty Turco byl draftován ze 124. místa v roce 1994.

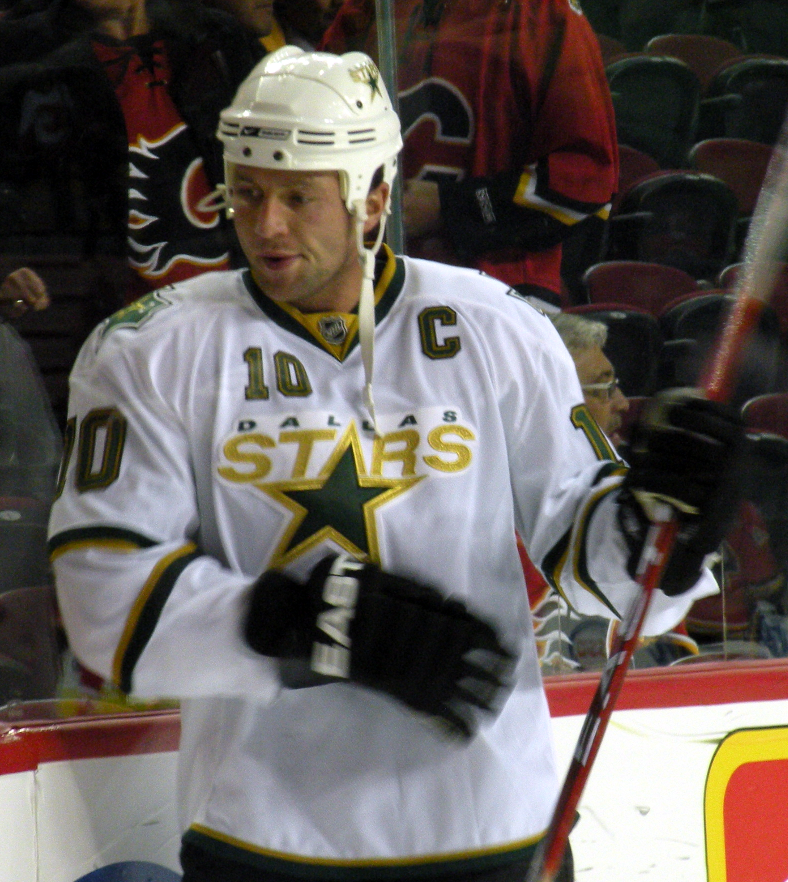
Brenden Morrow byl draftován z 25. místa v roce 1997.

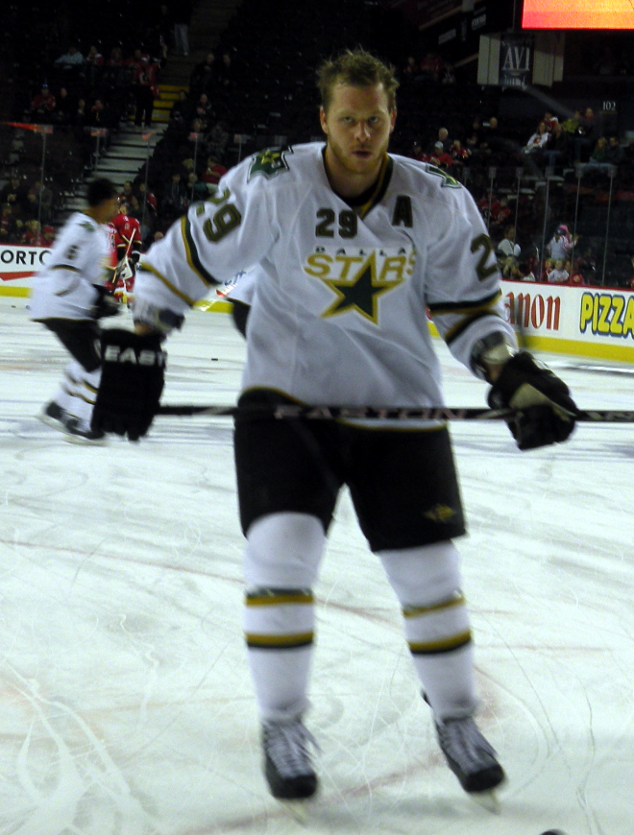
Steve Ott byl draftován z 25. místa v roce 2000.

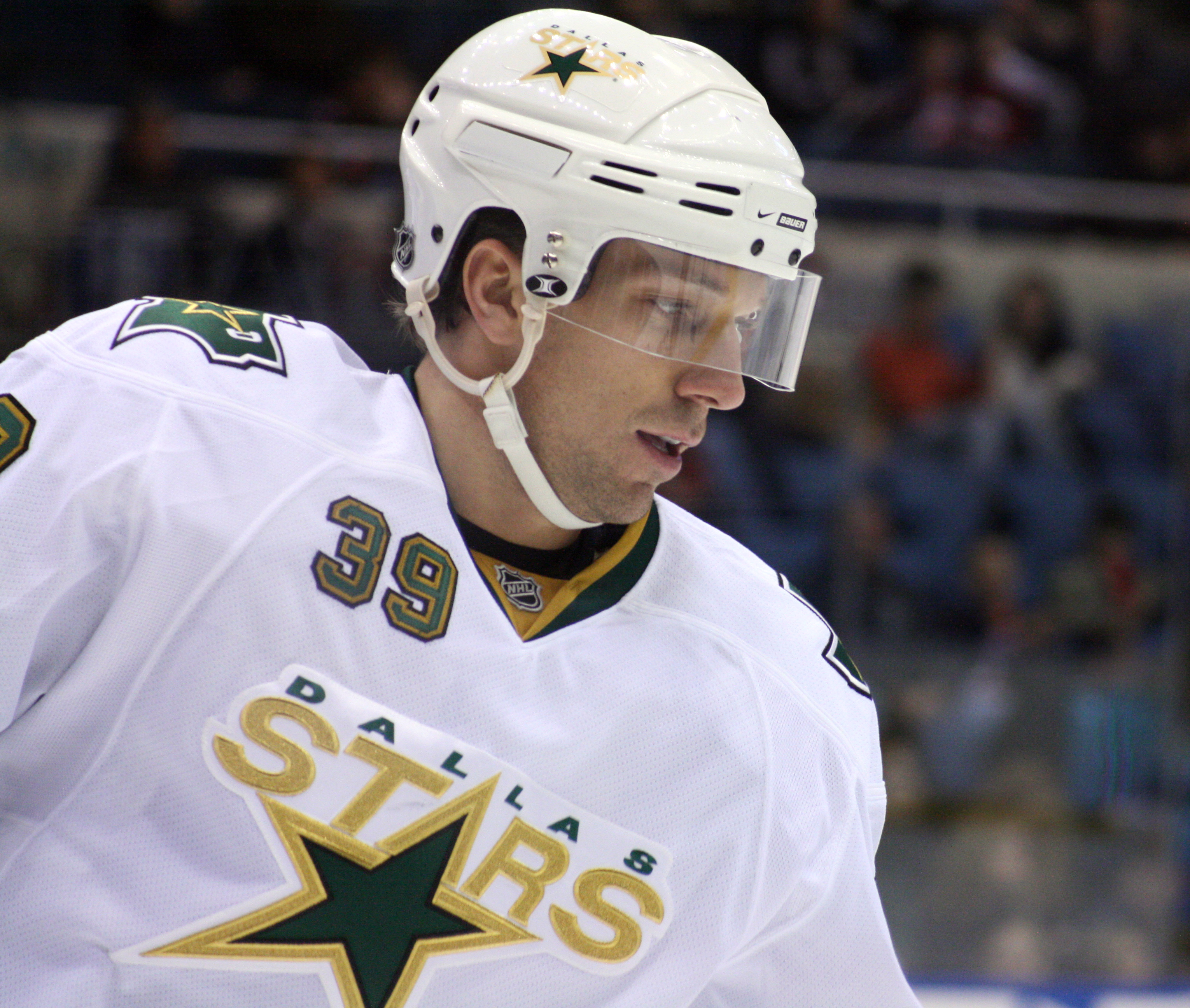
Joel Lundqvist byl draftován ze 68. místa v roce 2000.

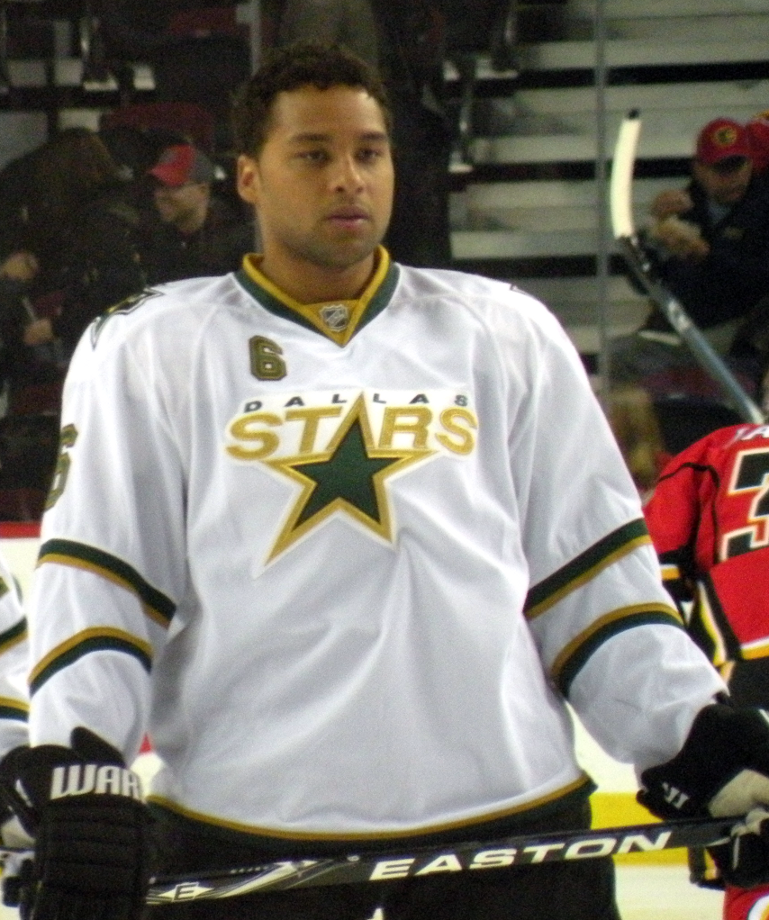
Trevor Daley byl draftován ze 43. místa v roce 2002.

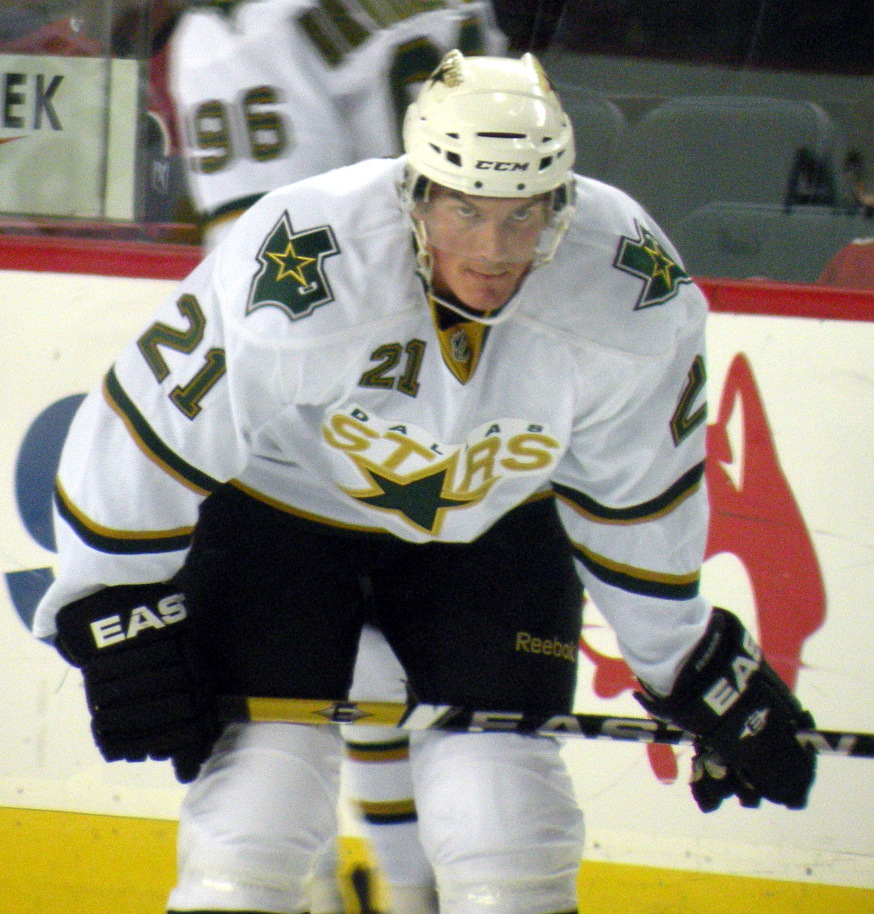
Loui Eriksson byl draftován z 33. místa v roce 2003.

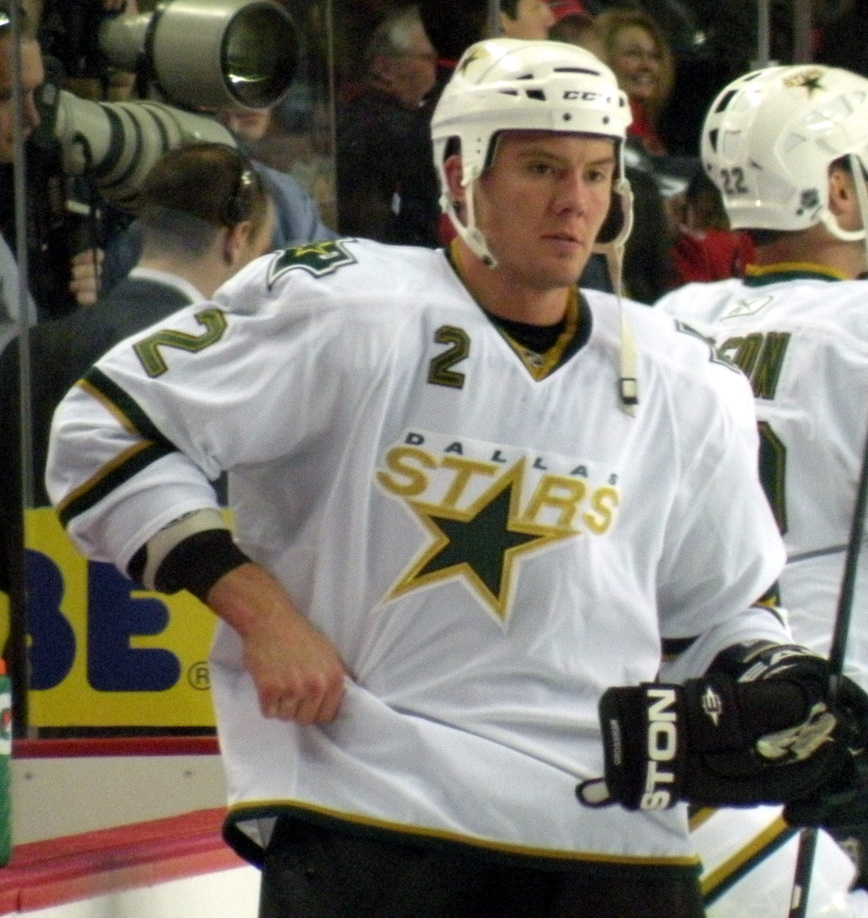
Nicklas Grossman byl draftován z 56. místa v roce 2004.

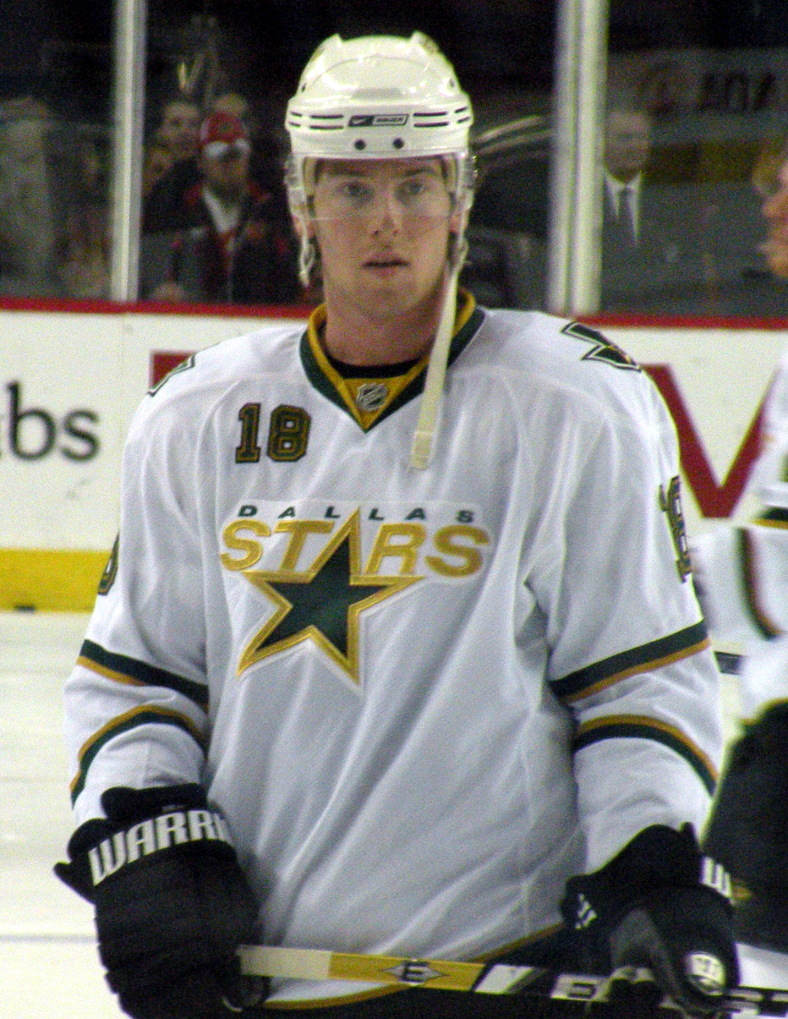
James Neal byl draftován ze 33. místa v roce 2005.

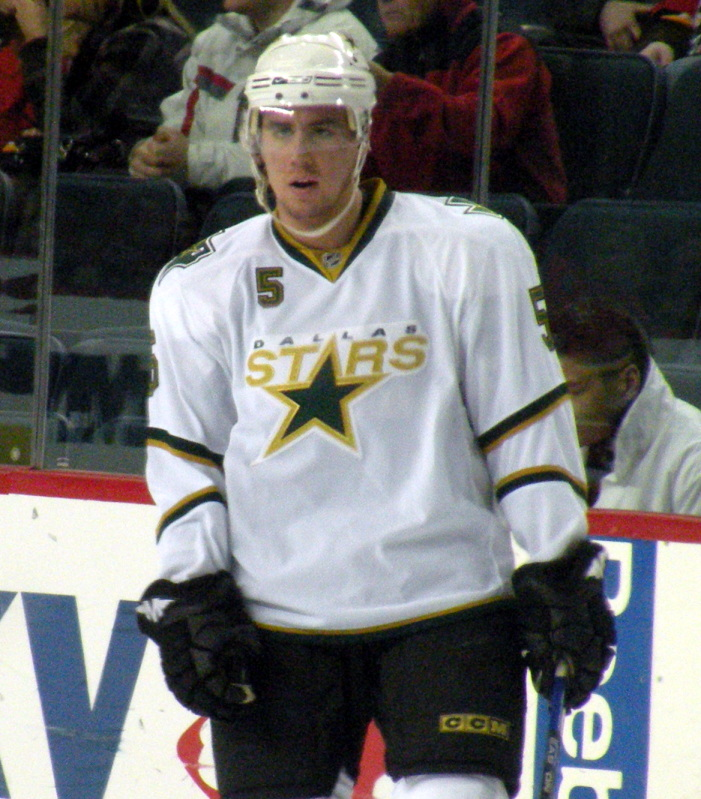
Matt Niskanen byl draftován ze 28. místa v roce 2005.

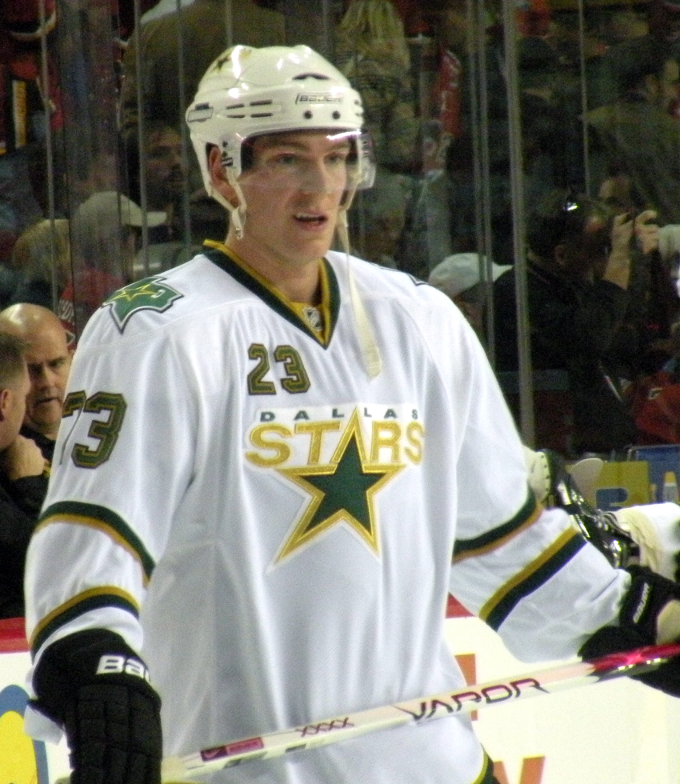
Tom Wandell byl draftován z 146. místa v roce 2005.

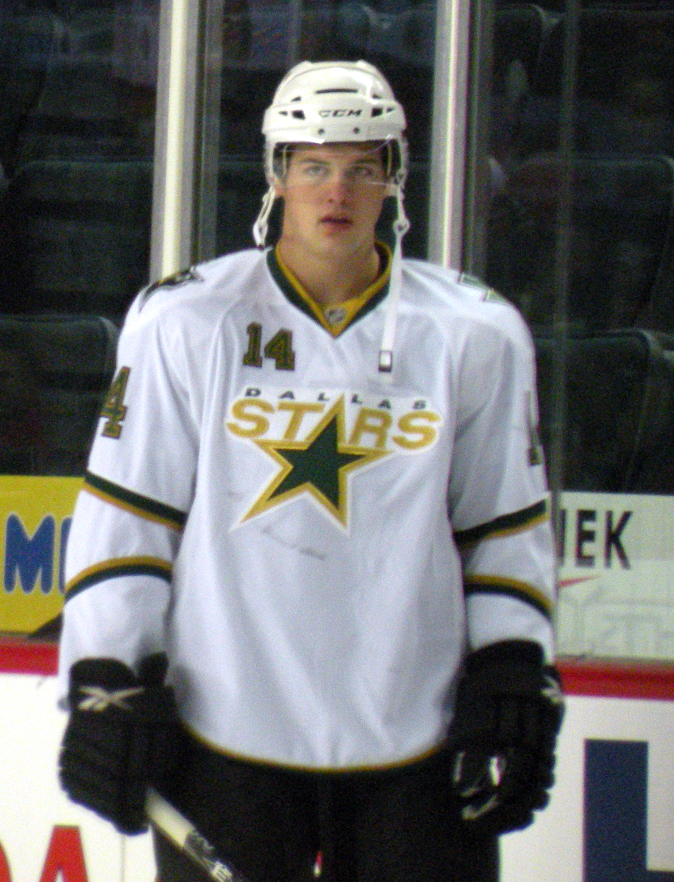
Jamie Benn byl draftován ze 129. místa v roce 2007.

|  | Hráči kteří hráli nejméně jeden zápas v NHL |
|  | Hráči kteří si zahráli v NHL All-Star Game  |

| Rok  | Kolo | Místo | Hráč                 | Pozice              |
| ---- | ---- | ----- | -------------------- | ------------------- |
| 1993 | 1    | 9     | Todd Harvey          | Pravé křídlo        |
| 1993 | 2    | 35    | Jamie Langenbrunner  | Pravé křídlo        |
| 1993 | 4    | 87    | Chad Lang            | Brankář             |
| 1993 | 6    | 136   | Rick Mrozik          | Obránce             |
| 1993 | 6    | 139   | Per Svartvadet       | Pravé křídlo        |
| 1993 | 7    | 165   | Jeremy Stasiuk       | Pravé křídlo        |
| 1993 | 8    | 191   | Rob Lurtsema         | Levé křídlo         |
| 1993 | 10   | 243   | Jordan Willis        | Brankář             |
| 1993 | 10   | 249   | Bill Lang            | Centr               |
| 1993 | 11   | 269   | Cory Peterson        | Obránce             |
| 1994 | 1    | 20    | Jason Botterill      | Levé křídlo         |
| 1994 | 2    | 46    | Lee Jinman           | Centr               |
| 1994 | 4    | 98    | Jamie Wright         | Levé křídlo         |
| 1994 | 5    | 124   | Marty Turco          | Brankář             |
| 1994 | 6    | 150   | Jevgenij Petrochinin | Obránce             |
| 1994 | 9    | 228   | Marty Flichel        | Pravé křídlo        |
| 1994 | 10   | 254   | Jimmy Roy            | Levé křídlo         |
| 1994 | 11   | 280   | Chris Szysky         | Pravé křídlo        |
| 1995 | 1    | 11    | Jarome Iginla        | Pravé křídlo        |
| 1995 | 2    | 37    | Patrick Côté         | Levé křídlo         |
| 1995 | 3    | 63    | Petr Buzek           | Obránce             |
| 1995 | 3    | 69    | Sergej Gusev         | Obránce             |
| 1995 | 5    | 115   | Wade Strand          | Obránce             |
| 1995 | 6    | 141   | Dominic Marleau      | Obránce             |
| 1995 | 7    | 173   | Jeff Dewar           | Pravé křídlo        |
| 1995 | 8    | 193   | Andrej Kovešnikov    | Centr               |
| 1995 | 8    | 202   | Sergej Luchinkin     | Pravé křídlo        |
| 1995 | 9    | 219   | Steve Lowe           | Centr               |
| 1996 | 1    | 5     | Ric Jackman          | Obránce             |
| 1996 | 3    | 70    | Jon Sim              | Levé křídlo         |
| 1996 | 4    | 90    | Mike Hurley          | Pravé křídlo        |
| 1996 | 5    | 112   | Ryan Christie        | Levé křídlo         |
| 1996 | 5    | 113   | Jevgenij Tsybuk      | Obránce             |
| 1996 | 7    | 166   | Eoin McInerney       | Brankář             |
| 1996 | 8    | 194   | Joel Kwiatkowski     | Obránce             |
| 1996 | 9    | 220   | Nick Bootland        | Obránce             |
| 1997 | 1    | 25    | Brenden Morrow       | Levé křídlo         |
| 1997 | 2    | 52    | Roman Ljašenko       | Centr               |
| 1997 | 3    | 77    | Steve Gainey         | Levé křídlo         |
| 1997 | 4    | 105   | Marc Kristoffersson  | Levé křídlo         |
| 1997 | 5    | 132   | Teemu Elomo          | Levé křídlo         |
| 1997 | 6    | 160   | Alexej Timkin        | Levé křídlo         |
| 1997 | 7    | 189   | Jeff McKercher       | Obránce             |
| 1997 | 8    | 216   | Alexej Komarov       | Obránce             |
| 1997 | 9    | 242   | Brett McLean         | Centr               |
| 1998 | 2    | 39    | John Erskine         | Obránce             |
| 1998 | 2    | 57    | Tyler Bouck          | Levé křídlo         |
| 1998 | 3    | 86    | Gabriel Karlsson     | Levé křídlo         |
| 1998 | 6    | 153   | Pavel Patera         | Centr               |
| 1998 | 6    | 173   | Niko Kapanen         | Centr               |
| 1998 | 7    | 200   | Scott Perry          | Centr               |
| 1999 | 2    | 32    | Michael Ryan         | Levé křídlo         |
| 1999 | 2    | 66    | Dan Jancevski        | Obránce             |
| 1999 | 3    | 96    | Mathias Tjärnqvist   | Pravé křídlo        |
| 1999 | 4    | 126   | Jeff Bateman         | Centr               |
| 1999 | 5    | 156   | Gregor Baumgartner   | Pravé křídlo        |
| 1999 | 6    | 184   | Justin Cox           | Centr               |
| 1999 | 6    | 186   | Brett Draney         | Levé křídlo         |
| 1999 | 7    | 215   | Jeff MacMillan       | Obránce             |
| 1999 | 8    | 243   | Brian Sullivan       | Obránce             |
| 1999 | 9    | 265   | Jamie Chamberlain    | Pravé křídlo        |
| 1999 | 9    | 272   | Mihail Donika        | Obránce             |
| 2000 | 1    | 25    | Steve Ott            | Centr               |
| 2000 | 2    | 60    | Dan Ellis            | Brankář             |
| 2000 | 3    | 68    | Joel Lundqvist       | Centr               |
| 2000 | 3    | 91    | Alexej Těreščenko    | Centr               |
| 2000 | 4    | 123   | Vadim Chomickij      | Obránce             |
| 2000 | 5    | 139   | Ruslan Bernikov      | Pravé křídlo        |
| 2000 | 5    | 162   | Artěm Černov         | Centr               |
| 2000 | 6    | 192   | Ladislav Vlček       | Centr               |
| 2000 | 7    | 219   | Marco Tuokko         | Levé křídlo         |
| 2000 | 7    | 224   | Antti Miettinen      | Pravé křídlo        |
| 2001 | 1    | 25    | Jason Bacashihua     | Brankář             |
| 2001 | 3    | 70    | Yared Hagos          | Centr               |
| 2001 | 3    | 92    | Anthony Aquino       | Pravé křídlo        |
| 2001 | 4    | 126   | Daniel Volrab        | Centr               |
| 2001 | 5    | 161   | Mike Smith           | Brankář             |
| 2001 | 6    | 167   | Michal Blažek        | Obránce             |
| 2001 | 6    | 192   | Jussi Jokinen        | Levé křídlo         |
| 2001 | 8    | 255   | Marco Rosa           | Centr               |
| 2001 | 9    | 265   | Dale Sullivan        | Pravé křídlo        |
| 2001 | 9    | 285   | Marek Tomica         | Levé křídlo         |
| 2002 | 1    | 26    | Martin Vágner        | Obránce             |
| 2002 | 2    | 32    | Janos Vas            | Levé křídlo         |
| 2002 | 2    | 34    | Tobias Stephan       | Brankář             |
| 2002 | 2    | 42    | Marius Holtet        | Centr               |
| 2002 | 2    | 43    | Trevor Daley         | Obránce             |
| 2002 | 3    | 78    | Geoff Waugh          | Obránce             |
| 2002 | 4    | 110   | Jarkko Immonen       | Centr               |
| 2002 | 5    | 147   | David Bararuk        | Levé křídlo         |
| 2002 | 6    | 180   | David Bararuk        | Centr               |
| 2002 | 7    | 210   | Bryan Hamm           | Obránce             |
| 2002 | 8    | 243   | Tuomas Mikkonen      | Levé křídlo         |
| 2002 | 9    | 273   | Ned Havern           | Levé křídlo         |
| 2003 | 2    | 33    | Loui Eriksson        | Levé křídlo         |
| 2003 | 2    | 36    | Vojtěch Polák        | Pravé křídlo        |
| 2003 | 2    | 54    | B. J. Crombeen       | Pravé křídlo        |
| 2003 | 3    | 99    | Matt Nickerson       | Obránce             |
| 2003 | 4    | 134   | Alexandr Naurov      | Levé křídlo         |
| 2003 | 5    | 144   | Eero Kilpelainen     | Brankář             |
| 2003 | 5    | 165   | Gino Guyer           | Centr               |
| 2003 | 6    | 185   | Francis Wathier      | Levé křídlo         |
| 2003 | 6    | 195   | Drew Bagnall         | Obránce             |
| 2003 | 6    | 196   | Elias Granath        | Obránce             |
| 2003 | 8    | 259   | Niko Vainio          | Obránce             |
| 2004 | 1    | 28    | Mark Fistric         | Obránce             |
| 2004 | 2    | 34    | Johan Fransson       | Obránce             |
| 2004 | 2    | 52    | Raymond Sawada       | Pravé křídlo        |
| 2004 | 2    | 56    | Nicklas Grossman     | Obránce             |
| 2004 | 3    | 86    | John Lammers         | Levé křídlo         |
| 2004 | 4    | 104   | Fredrik Näslund      | Levé křídlo         |
| 2004 | 6    | 183   | Trevor Ludwig        | Obránce             |
| 2004 | 7    | 218   | Sergej Kukušin       | Levé křídlo         |
| 2004 | 8    | 248   | Lukáš Vomela         | Obránce             |
| 2004 | 9    | 280   | Matt McKnight        | Centr               |
| 2005 | 1    | 28    | Matt Niskanen        | Obránce             |
| 2005 | 2    | 33    | James Neal           | Levé křídlo         |
| 2005 | 3    | 71    | Richard Clune        | Levé křídlo         |
| 2005 | 3    | 75    | Perttu Lindgren      | Centr               |
| 2005 | 5    | 146   | Tom Wandell          | Centr               |
| 2005 | 5    | 160   | Matt Watkins         | Pravé křídlo        |
| 2005 | 7    | 223   | Pat McGann           | Brankář             |
| 2006 | 1    | 27    | Ivan Višněvskij      | Obránce             |
| 2006 | 3    | 90    | Aaron Snow           | Levé křídlo         |
| 2006 | 4    | 120   | Richard Bachman      | Brankář             |
| 2006 | 5    | 138   | David McIntyre       | Centr               |
| 2006 | 5    | 150   | Max Warn             | Levé křídlo         |
| 2007 | 2    | 50    | Nico Sacchetti       | Centr               |
| 2007 | 3    | 64    | Sergej Korostin      | Pravé křídlo        |
| 2007 | 4    | 112   | Colton Sceviour      | Pravé křídlo        |
| 2007 | 5    | 128   | Austin Smith         | Pravé křídlo        |
| 2007 | 5    | 129   | Jamie Benn           | Levé křídlo         |
| 2007 | 5    | 136   | Ondřej Roman         | Levé křídlo         |
| 2007 | 5    | 149   | Michael Neal         | Levé křídlo         |
| 2007 | 6    | 172   | Luke Gazdic          | Levé křídlo         |
| 2008 | 2    | 59    | Tyler Beskorowany    | Brankář             |
| 2008 | 3    | 89    | Scott Winkler        | Centr               |
| 2008 | 5    | 149   | Philip Larsen        | Obránce             |
| 2008 | 6    | 176   | Matt Tassone         | Centr               |
| 2008 | 7    | 209   | Mike Bergin          | Obránce             |
| 2009 | 1    | 8     | Scott Glennie        | Pravé křídlo        |
| 2009 | 2    | 38    | Alex Chiasson        | Pravé křídlo        |
| 2009 | 3    | 69    | Reilly Smith         | Pravé křídlo        |
| 2009 | 5    | 129   | Tomáš Vincour        | Centr               |
| 2009 | 6    | 159   | Curtis McKenzie      | Levé křídlo         |
| 2010 | 1    | 11    | Jack Campbell        | Brankář             |
| 2010 | 2    | 41    | Patrik Nemeth        | Obránce             |
| 2010 | 3    | 77    | Alex Guptill         | Levé křídlo         |
| 2010 | 4    | 109   | Alex Theriau         | Obránce             |
| 2010 | 5    | 131   | John Klingberg       | Obránce             |
| 2011 | 1    | 14    | Jamie Oleksiak       | Obránce             |
| 2011 | 2    | 44    | Brett Ritchie        | Pravé křídlo        |
| 2011 | 4    | 105   | Emil Molin           | Centr               |
| 2011 | 5    | 135   | Troy Vance           | Obránce             |
| 2011 | 6    | 165   | Matěj Stránský       | Pravé křídlo        |
| 2011 | 7    | 195   | Jyrki Jokipakka      | Obránce             |
| 2012 | 1    | 13    | Radek Faksa          | Centr a levé křídlo |
| 2012 | 2    | 43    | Ludwig Byström       | Obránce             |
| 2012 | 2    | 54    | Mike Winther         | Centr               |
| 2012 | 2    | 61    | Devin Shore          | Centr               |
| 2012 | 3    | 74    | Esa Lindell          | Obránce             |
| 2012 | 4    | 104   | Gemel Smith          | Centr               |
| 2012 | 5    | 134   | Branden Troock       | Pravé křídlo        |
| 2012 | 5    | 144   | Henri Kiviaho        | Brankář             |
| 2012 | 7    | 183   | Dmitrij Sinicyn      | Obránce             |

## Souvislé články
- Seznam hokejistů draftovaných týmem Minnesota North Stars